# Borris Sønderland
Borris Sønderland er Danmarks største hedeareal på godt 4.700 hektar (47 km²) og ejes i dag af den danske stat og benyttes af Forsvaret, som kalder det Borris skydeterræn, og der er meget begrænset adgang til området. Der er stort set ingen færdsel i den centrale del. Det meste af heden ligger i Ringkøbing-Skjern Kommune, mens den østligste del ligger i Herning Kommune. Skydningen forårsager nu og da småbrande, der er med til at forynge hedevegetationen. Området ligger omkring 10 km øst for Skjern og Tarm og sydvest for Sønder Felding syd for Skjern Å. Omme Å krydser gennem hedens sydlige del. Området var hjemsted for en af de sidste større bestande af urfugle i Danmark

## Naturbeskyttelse
Terrænet, som udgør Borris Skydeterræn, har været fredet i over 100 år. Staten opkøbte 1830 ha i 1903, og siden har arealet været fredet. I 1953 blev yderligere 2900 ha overvejende landbrugsarealer opkøbt, - de er ikke fredet, men er omfattet af en plejeplan. . En fredning, som dog ikke forhindrer Forsvaret i at holde  store øvelser og skydeperioder. Heden udgør Natura 2000-område nr. 67 Borris Hede og er både habitatområde og fuglebeskyttelsesområde.